# Giancarlo Bigazzi
Giancarlo Bigazzi (ur. 5 września 1940 we Florencji, zm. 19 stycznia 2012 w Viareggio) – włoski kompozytor, tekściarz, producent muzyczny, znany z licznych przebojów, napisanych zwłaszcza we współpracy z Giannim Bellą (w latach 70.), Umbertem Tozzim (w latach 70. i 80.) oraz Markiem Masinim (w latach 90.).
Skomponował ścieżki dźwiękowe do kilku filmów; jeden z nich – Śródziemnomorska sielanka zdobył w 1992 Oscara w kategorii: najlepszy film nieanglojęzyczny.

## Życiorys i twórczość

### Lata 60.
Giancarlo Bigazi karierę kompozytora i autora tekstów rozpoczął w 1968 roku pisząc piosenkę „Un colpo al cuore” dla Miny oraz „Luglio”, dla Riccarda Del Turco. Ta ostatnia stała się pierwszym znaczącym przebojem autorstwa Bigazziego dochodząc do 2. miejsca na włoskiej liście przebojów Hit Parade Italia.
Dla Del Turco napisał w roku następnym „Cosa hai messo nel caffè”, a dla Maria Tessuto „Lisa dagli occhi blu”. Ta ostatnia stała się pierwszym hitem nr 1 w dorobku Bigazziego dochodząc w lipcu 1969 roku do 1. miejsca na Hit Parade Italia i zapoczątkowując serię sukcesów kompozytora, którego utwory cechował chwytliwy, ale elegancki motyw, pełna sugestii włoska aranżacja z chórami, smyczkami i z pewnym ukłonem w stronę mody brytyjskiej (gitara z efektem wah-wah).

### Lata 70.
Na początku lat 70. napisał kilka piosenek dla Massima Ranieri: „Rose rosse” i „Erba di casa mia”. Ta ostatnia zajęła 1. miejsce w edycji 1972/73 programu telewizyjnego Canzonissima. w 1973 roku doszła do 2. miejsca na Hit Parade Italia.
W 1972 roku nawiązał współpracę z kompozytorem i późniejszym piosenkarzem Giannim Bellą, pisząc tekst do jego kompozycji ”Montagne verdi”; piosenka, którą wykonała siostra Belli, Marcella, doszła do 3. miejsca na Hit Parade Italia.
W 1973 wspólnie z Alfredo Cerrutim, Danielem Pace i Totò Savio utworzył zespół Squallor.
W 1976 roku napisał tekst do kompozycji Gianniego Belli „Non si può morire dentro”. Piosenka wygrała Festivalbar, dochodząc do 1. miejsca na Hit Parade Italia oraz do czołowych miejsc na listach poszczególnych krajów latynoskich, została sprzedana w liczbie 2 milionów egzemplarzy, stając się znaczącym sukcesem Belli jako piosenkarza.
W 1977 roku nawiązał współpracę z Umbertem Tozzim, pisząc tekst do jego piosenki „Ti amo”, która w lipcu 1977 roku doszła do 1. miejsca na Hit Parade Italia. Szybko zyskała międzynarodową popularność, sprzedając się w liczbie 4 milionów egzemplarzy. Kolejnymi wspólnymi sukcesami duetu Bigazzi-Bella stały się piosenki: „Tu” (1. miejsce na Hit Parade Italia w czerwcu 1978 roku) i „Gloria”, która w lipcu 1979 roku doszła do 2. miejsca na Hit Parade Italia, a 3 lata później została wprowadzona na amerykańskie listy przebojów przez Laurę Branigan (z angielskim tekstem Trevora Veitcha).

### Lata 80.
W latach 80. Bigazzi nawiązał współpracę z Rafem. Ich wspólna piosenka, „Self Control” doszła w 1984 roku do 1. miejsca na Hit Parade Italia, zajmując w przeciągu całego roku 3. miejsce na listach.
W 1987 roku piosenka „Si può dare di più”, napisana przez Bigazziego, Umberta Tozziego i Rafa wygrała Festiwal Piosenki Włoskiej w San Remo (wykonawcy: Umberto Tozzi, Enrico Ruggeri i Gianni Morandi). W lutym tego samego roku doszła do 1. miejsca na Hit Parade Italia.

### Lata 90. i późniejsze
Na przełomie lat 80. i 90. Bigazzi skomponował ścieżki dźwiękowe do kilku filmów Marca Risiego: Mery per sempre (1989) i Ragazzi fuori (1990). W 1991 roku skomponował ścieżkę dźwiękową do filmu
Śródziemnomorska sielanka, który w roku następnym zdobył Oscara w kategorii: najlepszy film nieanglojęzyczny.
W latach 90. pisał piosenki dla Aleandra Baldiego i Franceski Alotty. Współpracował z Markiem Masinim (piosenki: „Disperato”, „Perché lo fai”, „Vaffanculo”, „Bella stronza”). W 1996 przerwał współpracę, wznawiając ją w roku 2001. Pracował też, bez większych sukcesów, jako łowca talentów.
Zmarł 19 stycznia 2012 roku w szpitalu Versilia w Viareggio.